# Camblain-Châtelain
Camblain-Châtelain är en kommun i departementet Pas-de-Calais i regionen Hauts-de-France i norra Frankrike. Kommunen ligger i kantonen Houdain som tillhör arrondissementet Béthune. År 2022 hade Camblain-Châtelain 1 766 invånare.

## Befolkningsutveckling
Antalet invånare i kommunen Camblain-Châtelain
| Referens: INSEE |